# Acylierung
Unter Acylierung versteht man die Einführung einer Acylgruppe in eine bestehende chemische Verbindung. Als Acylierungsmittel können Carbonsäuren dienen, häufig werden jedoch die reaktiveren Carbonsäurehalogenide verwendet, die nach Aktivierung mit einem elektronenreichen Molekül reagieren. 
Eine bedeutende Acylierung von aromatischen Systemen ist die Friedel-Crafts-Acylierung. Zur Bildung der Acylgruppe nutzt sie Aluminiumhalogenide als Lewis-Säuren.
Es sind auch intramolekulare Acylierungen bekannt, zu denen die Fries-Umlagerung zählt. Hierbei wird die Acylgruppe durch eine Lewis-Säure aus einem Phenylester abgespalten und lagert sich anschließend wieder an den Ring an.
Weiter gefasst kann die Einführung einer Aldehydfunktion (Formylierung) als Spezialfall der Acylierung aufgefasst werden. Zu den Formylierungen zählen die Hydroformylierung, die Vilsmeier-Formylierung sowie Gattermann-Koch und Reimer-Tiemann-Reaktion.
Acylierungen sind jedoch nicht auf die Bildung von Kohlenstoff-Kohlenstoff-Bindungen beschränkt. Auch die Bildung von Amiden aus Aminen und Estern aus Alkoholen kann, besonders im biochemischen Kontext, als Acylierung bezeichnet werden. In biologischen Systemen können Acylierungen durch Transacylasen, eine Untergruppe der Transferasen, enzymatisch durchgeführt werden. Bedeutend sind in diesem Kontext auch die Transpeptidasen zum Aufbau von Peptiden.